# Liste der Naturdenkmale in Breitenbach a. Herzberg
Die Liste der Naturdenkmale in Breitenbach am Herzberg nennt die im Gebiet der Gemeinde Breitenbach am Herzberg im Landkreis Hersfeld-Rotenburg in Hessen gelegenen Naturdenkmale.

## Naturdenkmale
| Bild | Bezeichnung             | Ortsteil, Lage                        | Beschreibung                | Art      | Nr.     |
| ---- | ----------------------- | ------------------------------------- | --------------------------- | -------- | ------- |
| BW   | Buche (Fagus sylvatica) | Gehau 50° 46′ 21,1″ N, 9° 29′ 48,6″ O | Eine Buche                  | Rotbuche | 3632150 |
| BW   | Linde (Tilia)           | Gehau 50° 46′ 44,6″ N, 9° 28′ 42,5″ O | Eine Linde                  | Linde    | 3632151 |
| BW   | Basaltklippe            | Gehau 50° 47′ 3,3″ N, 9° 27′ 22,8″ O  | Basaltklippe (wilder Stein) |          | 3632152 |
| BW   | Linde (Tilia)           | Gehau 50° 46′ 9,4″ N, 9° 27′ 37,1″ O  | Eine Linde                  | Linde    | 3632153 |